# Лекекеле
Лекекеле (груз. ლეკელელე) — село в Грузії.
За даними перепису населення 2014 року в селі проживає 269 особи.